# Мендонса Превиато, Лусия
Лусия Мендо́нса Превиа́то (порт.-браз. Lucia Mendonça Previato; род. 1949, Масейо) — бразильский биолог. В 2004 году она была награждена премией L’Oréal — UNESCO Awards for Women in Science за свои исследования по предотвращению болезни Шагаса.
Она замужем за Хосе Освальдо Превиато и имеет двоих детей, Анну и Питера. Окончила Университет Святой Урсулы и получила докторскую степень в Федеральном университете Рио-де-Жанейро в области микробиологии и иммунологии. Также является лауреатом премии TWAS в области биологии.